# Jamaica en los Juegos Parapanamericanos de 2015
La delegación de Jamaica que participó en los Juegos Parapanamericanos de 2015 fue abanderada por Tevaughn Thomas, terminó en el  décimo puesto del medallero  con un total de 5 medallas, 2 de oro, 2 de plata y una de bronce.

## Medallistas
| \| Medalla \| Nombre \| Deporte \| Evento \| Fecha \| \| ----------------- \| ------------------- \| --------- \| ------------------------------------------- \| ---------------------- \| \| Medalla de oro \| Tanto Campbell \| Atletismo \| Lanzamiento de jabalina masculino F56 \| Jueves 13 de agosto \| \| Medalla de oro \| Alphanso Cunningham \| Atletismo \| Lanzamiento de disco masculino F51/52/53/57 \| Lunes 10 de agosto \| \| Medalla de plata \| Shane Hudson \| Atletismo \| 400 m masculino T47 \| Miércoles 12 de agosto \| \| Medalla de plata \| Tanto Campbell \| Atletismo \| Lanzamiento de disco masculino F54/55/56 \| Martes 11 de agosto \| \| Medalla de bronce \| Alphanso Cunningham \| Atletismo \| Lanzamiento de jabalina F53/54/55 \| Miércoles 12 de agosto \| |                     |           |                                             |                        |
| Medalla | Nombre              | Deporte   | Evento                                      | Fecha                  |
| Medalla de oro | Tanto Campbell      | Atletismo | Lanzamiento de jabalina masculino F56       | Jueves 13 de agosto    |
| Medalla de oro | Alphanso Cunningham | Atletismo | Lanzamiento de disco masculino F51/52/53/57 | Lunes 10 de agosto     |
| Medalla de plata | Shane Hudson        | Atletismo | 400 m masculino T47                         | Miércoles 12 de agosto |
| Medalla de plata | Tanto Campbell      | Atletismo | Lanzamiento de disco masculino F54/55/56    | Martes 11 de agosto    |
| Medalla de bronce | Alphanso Cunningham | Atletismo | Lanzamiento de jabalina F53/54/55           | Miércoles 12 de agosto |

## Multimedallistas
| Deportista          | Medallas |   |   |   | Deporte   |
| ------------------- | -------- | - | - | - | --------- |
| Tanto Campbell      | 2        | 1 | 1 |   | Atletismo |
| Alphanso Cunningham | 2        | 1 |   | 1 | Atletismo |

- Datos: Q20853627